# Tedeschi Trucks Band
Tedeschi Trucks Band is een Amerikaanse rock- en blues band, die in 2010 is opgericht door het echtpaar Susan Tedeschi (zangeres/gitarist) en Derek Trucks (gitarist). Beiden hadden al een lange muzikale loopbaan achter de rug voordat  ze besloten om een gezamenlijke band te vormen.   
Derek Trucks heeft  gespeeld in de southern rock band the Allman Brothers Band, waarvan zijn oom Butch Trucks drummer en mede-oprichter was en in the Derek Trucks Band. Zijn vrouw Susan heeft haar eigen Susan Tedeschi Band gevormd. In 2010 zijn deze twee bands samengevoegd tot de Tedeschi Trucks Band.
Deze band speelt een mengeling van stijlen zoals rock, blues, soul, rhythm-and-blues, funk, gospel en jazz. De groep bestaat uit circa twaalf leden (er zijn regelmatig bezettingswisselingen), waaronder twee drummers, vier zangers en een blazerssectie.
De band bracht haar eerste album Revelator uit in 2011 en won daarmee in 2012 een Grammy Award voor het beste blues-album. De groep heeft sindsdien nog een aantal Awards gewonnen, onder meer voor beste blues band (2014, 2016 en 2017) en beste rock blues album (2014 en 2017).

## Muzikanten

### Huidige bezetting
- Susan Tedeschi – zang, ritmegitaar (2010–heden)
- Derek Trucks – sologitaar (2010–heden)
- Tyler Greenwell – drums, percussie (2010–heden)
- J. J. Johnson – drums, percussie (2010–heden)
- Mike Mattison –zang (2010–heden)
- Mark Rivers –zang (2010–heden)
- Kebbi Williams – saxofoon (2010–heden)
- Brandon Boone –basgitaar (2019-heden)
- Ephraim Owens – trompet (2015–heden)
- Elizabeth Lea – trombone (2015–heden)
- Alecia Chakour –zang (2015–heden)
- Gabe Dixon - Keys ( 2019- heden)

### Voormalige bandleden
- Oteil Burbridge – bas (2010-2012)
- Maurice "Mobetta" Brown – trompet (2010–2015)
- Saunders Sermons – trombone (2010-2015)
- Tim Lefebvre – basgitaar (2013–2018)
- Kofi Burbridge – keyboards, fluit (2010–2019; overleden)

### Muzikanten tijdens tournees
- Dave Monsey – bas (2012)
- Ted Pecchio – bas (2012)
- George Porter, Jr. – bas (2012)
- Eric Krasno – bas (2013)
- Bakithi Kumalo – bas (2013)
- Carey Frank – keyboards (2017)
- Gabe Dixon – keyboards (2019)

## Discografie

### Studioalbums
- Revelator (2011)
- Made up mind (2013)
- Let me get by (2016)
- Signs (2019)
- I am the moon: Een viertal mini-albums
  - I am the moon: I. Crescent (2022)
  - I am the moon: II. Ascension (2022)
  - I Am the Moon: III. The Fall (2022)
  - I Am the Moon: IV. Farewell (2022)

### Livealbums
- Everybody’s talkin’ (2012)
- Live from the Fox Oakland (2017)
- Layla Revisited [Live at LOCKN'] (2021)

### Singles
- Anyhow (2016)
- Hard case (2019)